# وردانة (جماعة)
جماعة وردانة جماعة قروية تابعة لقبيلة آيت أوليشك الريفية الأمازيغية بإقليم الدريوش وتتموقع في شمال هذا الإقليم في شمال المغرب. تحد شمالا بجماعة تازاغين وشرقا بجماعة آيت مايت التابعتين لقبيلة آيت سعيد، وغربا بكلا الجماعتين جماعة أمهاجر وبلدية بن الطيب وكلاهما تابعتين مثلها لقبيلة آيت أوليشك، أما من الجنوب فتحد ببلدية الدريوش عاصة الإقليم التابعة لقبيلة مطالسة. يبلغ عدد سكان الجماعة حوالي 6921 نسمة حسب إحصاء سنة 2004.

## التقسيم الإداري
من بين القرى والدواوير المكونة لجماعة وردانة نجد:
إبحموشا، بني عبد السلام، إفيجوسا، إمحمودا، إوارضانا، أعدوي، ايوسفاتا، آيت فراسين، أسمايو، دونت، إملكيون، إمظهريوا، ايت محند أوأحمد أولاد حاج محند، تاغزوث، تالغانت، ثانوت، ترمكنين